# George Ridgwell
George Ridgwell (* 1867 in Woolwich; † 1935 in Hampstead) war ein englischer Filmregisseur und Drehbuchautor der Stummfilm-Ära, sowie ausgebildeter Musiker.
George Ridgwell wurde am Royal Military Asylum und später an der Royal Military School des Herzogs von York ausgebildet. Er war danach Sergeant bei der Armee und musikalisches Mitglied in der Band der Coldstream Guards. Später war er Mitglied der D'Oyly Carte Touring Opera Company und trat 1898–1899 in der Musikkomödien wie The Skirt Dancer und The Lucky Starauf. Er komponierte auch leichte Musiknummern und Texte.
Ridgwell begann sein Filmschaffen 1914 mit dem Verfassen von Drehbüchern. Sein erstes bekanntes Werken schrieb er zu der Bunco Bill's-Filmreihe. Zwischen 1914 und 1929 führte er in rund 70 Filmen Regie, darunter eine Reihe von Adaptionen von Sherlock-Holmes-Geschichten mit Eille Norwood in der Titelrolle. Sein erster Film war 1914 Mr. Santa Claus (600 m) und sein letzter Film, zu dem er auch das Drehbuch verfasste und der 1930 veröffentlicht wurde, war Lily of Killarney (1.976,4 m).
Ridgwell starb an einem Herzinfarkt 1935 in Hampstead. Er war der Vater der Schauspielerin Audrey Ridgewell.

## Filmografie (Auswahl-Regie)
- 1914: Mr. Santa Claus
- 1915: Brown's Summer Boarders
- 1915: The Butler
- 1915: The Mystery of Room 13
- 1916: Helen of the Chorus
- 1916: The Heart Wrecker
- 1917: Somewhere in Georgia
- 1917: Whistling Dick's Christmas Stocking
- 1918: The Brief Debut of Tildy
- 1918: The Rathskeller and the Rose
- 1919: The Root of Evil
- 1919: The Water Lily
- 1920: A Gamble in Lives (auch Drehbuch)
- 1920: The Sword of Damocles (auch Drehbuch)
- 1921: The Four Just Men (auch Drehbuch)
- 1922: Don't Blame Your Children
- 1922: Petticoat Loose
- 1922: The Knight Errant
- 1922: The Missioner
- 1923: His Last Bow
- 1923: The Disappearance of Lady Frances Carfax
- 1923: The Mystery of the Dancing Men
- 1923: The Mystery of Thor Bridge
- 1923: The Speckled Band
- 1923: The Stone of Mazarin
- 1923: The Three Students
- 1924: The Notorious Mrs. Carrick
- 1930: Lily of Killarney (auch Drehbuch)